# 山本さほ
山本 さほ（やまもと さほ、女性、1985年8月1日 - ）は、日本の漫画家。岩手県盛岡市生まれ、神奈川県在住。

## 来歴・人物
岩手県盛岡市生まれ。8歳の時に神奈川県横浜市に引っ越し、小学校で「岡崎に捧ぐ」に登場する「岡崎さん」と出会い親友になる。高校卒業後は美大受験を目指すが不合格、オンラインゲームに没頭する日々を送る。2009年から一般企業でOLとして働き始める。2014年、「幼馴染みプライベート切り売り漫画」『岡崎に捧ぐ』をサホスツーカ ヤマのペンネームでウェブサイト「note」に掲載し評判となり、2014年10月には閲覧ビュー数が1000万件を超えた。
2014年8月8日に本名である山本 さほにペンネームを変更、2014年10月に会社を退職し、漫画家としての道を目指す。2015年1月より『ビッグコミックスペリオール』で『岡崎に捧ぐ』（note掲載版をリニューアル）の連載が開始。Twitter上でも1頁エッセイ漫画『ひまつぶしまんが』を不定期に掲載している。
趣味はゲームでゲームエッセイ『無慈悲な8bit』ほか、『岡崎に捧ぐ』内でも盛んに言及される。血液型はB型。
炭焼きレストランさわやかのハンバーグをこよなく愛しており漫画にもなっている。
2023年8月1日、自身の38歳の誕生日にTwitterにて、小説家の小川哲と当日に入籍したことを発表した。結婚の6年ほど前に編集者の紹介で知り合い、お互いゲームが好きだったことから親交を深めた。

## 単行本
- 『岡崎に捧ぐ』 小学館（BIG SUPERIOR COMICS SPECIAL）、全5巻
- 『無慈悲な8bit』 エンターブレイン（ファミ通クリアコミックス）、既刊8巻（2025年6月2日現在）
  1. 2016年3月14日発売[13]、ISBN 978-4-04-734088-6
  2. 2017年2月28日発売[14]、ISBN 978-4-04-734526-3
  3. 2018年3月30日発売[15]、ISBN 978-4-04-735042-7
  4. 2020年3月14日発売[16]、ISBN 978-4-04-733461-8
  5. 2021年6月10日発売[17]、ISBN 978-4-04-733549-3
  6. 2022年7月14日発売[18]、ISBN 978-4-04-733613-1
  7. 2025年6月2日発売[19]、ISBN 978-4-04-733794-7
  8. 2025年6月2日発売[20]、ISBN 978-4-04-733793-0
- 『山本さんちのねこの話』 小学館（BIG SUPERIOR COMICS SPECIAL）
  1. 2017年2月24日発売、ISBN 978-4-09-179227-3
- 『いつもぼくをみてる』 講談社（ヤンマガKCスペシャル）、全2巻
  1. 2018年3月30日発売、ISBN 978-4-06-511099-7
  2. 2019年6月20日発売、ISBN 978-4-06-515473-1
- 『この町ではひとり』小学館（BIG SUPERIOR COMICS SPECIAL）、2020年6月30日発売、ISBN 978-4-09-860727-3
- 『きょうも厄日です』文藝春秋
  1. 2020年6月30日発売、ASIN B08BTR796J
  2. 2021年5月26日発売、ASIN B09533L1JQ
  3. 2022年6月30日発売、ISBN 978-4163912226
- 『てつおとよしえ』新潮社、2023年4月26日発売、ISBN 978-4-10-355021-1

## 掲載雑誌
- 2014年8月27日 『an・an』 No.1919号 4コマ漫画『B型は何でも悪く言われがち』
- 2014年9月9日 『テレビブロス』 ネット探偵団 インタビュー掲載
- 2014年9月25日 『smart』 インタビュー掲載
- 2014年9月24日 『an・an』 No.1923号 ストレッチサロン体験漫画
- 2014年10月14日 『an・an』 No.1926号 落語特集イラスト
- 2014年10月16日 『R25』 心に沁みる！名作webマンガ5選
- 2014年10月29日 『スピカ』 漫画家さんのごほうびゴハン2014「ぼりぼり地獄」
- 2014年12月12日 『ユリイカ』 1月臨時増刊号 岩明均総特集「ミギーちゃん遊園地へ行く」
- 2014年12月25日 『ヴィレッジヴァンガードマガジン』 Vol.6 インタビュー掲載
- 2015年1月14日 『an・an』 No.1937号 米ぬか酵素浴体験漫画
- 婦人公論 川上未映子のエッセイ 一期一えっ！？ 挿絵 (2015年1月22日 - 2015年12月8日)
- ファミ通 無慈悲な8bit[21] (2015年1月22日 No.1362 - 連載中)
- 2015年1月23日 『ヤングアニマル』 「私はおばあちゃん子。」読切漫画
- 『ビッグコミックスペリオール』 「岡崎に捧ぐ」 (2015年1月23日 - 2018年8月24日)
- 『まんがライフ』 「ひまつぶし4コマ」 (2015年1月17日 Vol.652 - 連載中)
- 2015年1月26日 『ガンダムエース』3月号増刊 『ガンダムビルドファイターズエース』 関西リョウジ コラム挿絵
- 2015年3月14日 『月刊コロコロコミック』4月号増刊 『コロコロアニキ』第2号 「コロコロ時代 ぼくらのいちにち」読切漫画「Blood borneをやってみた件」リポート漫画
- 2015年6月1日 『猫ぐらし』 2015年夏号 話題のマンガ家 山本さほ×トルコ インタビュー記事
- 『まんがライフ』 2015年8月号 Vol.660 トリビュート of ぼのぼの
- 2015年7月1日 『an・an』 No.1960号 Entertainment NewsのComicで「岡崎に捧ぐ」の紹介とインタビュー
- 2015年7月16日 『小学二年生』8月号増刊 あさりちゃん ファンのぺえじ 描き下ろし漫画と室山まゆみ先生との対談写真掲載
- 2015年8月24日 『ほぼ日手帳』公式ガイドブック 2016 This is my LIFE 「私もこどもも、おねーさんも。」描き下ろしマンガ
- 2015年10月5日 横浜市こどもの国周辺の情報を掲載する情報誌 国マガ Vol.31 2015年10月号 インタビュー掲載
- 『ビッグコミックスペリオール』 「この町ではひとり」 (2019年5月10日 - 2020年4月10日)
- 2015年10月28日 小学館 さくらいよしえ／著 「りばーさいどペヤングばばあ 少年さがしもの探偵とひみつの放課後 上巻・下巻」表紙絵、挿絵
- 2015年11月7日 『テレビブロス』 8回ブロスコミックアワード2015大賞 イラスト、インタビュー掲載
- 2015年11月11日 集英社 坂口健太郎ムック「坂道」 対談、描き下ろし4コママンガ
- 2015年11月14日 『コロコロアニキ』第4号 「グラビティデイズ」体験漫画、藤子不二雄Aへのトリビュートイラスト
- 2015年12月19日 エンターブレイン 『エンタミクス』2016年2月号 インタビュー掲載
- 2016年1月1日 歯科医院専門冊子 はなはなし「わたしと歯」描き下ろし漫画
- 2016年3月16日 『an・an』 No.1996号 『あの出会いが私を変えた！これが運命だと感じた瞬間。』インタビュー掲載
- 2016年4月21日 『散歩の達人』 No.242 20周年記念企画 食堂100軒 炭焼きレストランさわやか紹介 描き下ろしマンガ
- 2016年5月6日 『モトチャンプ』 2016年6月号 ちゃんぷステージ 愛車公開インタビュー
- 2016年6月16日 小学館 『MayBe!』 Vol.1 「BABY-Gに捧ぐ」描き下ろしマンガ
- 2016年6月29日 『pen+』 「いまだから、赤塚不二夫」 ひみつのアッコちゃん 描き下ろしマンガ
- 2016年7月17日 関東の「こどもの国」完全ガイド『子供の国学』 地元を語るスペシャルインタビュー掲載
- 『ヤングマガジンサード』 「いつもぼくをみている」 (2016年12月6日 - 2019年5月7日)
- 2017年3月15日 『コロコロアニキ』第8号 思い出のコロコロ作品トリビュート ポケットモンスター 描き下ろしマンガ
- 2017年6月14日 『クイック・ジャパン』 vol.132  岡崎体育特集号 「私と岡崎体育の交差する人生」描き下ろしマンガ
- 2017年7月20日 『東京ウォーカー』 2017年vol.8 『週刊東京ウォーカー＋』 2017年No29 カレー特集 挿絵と描き下ろしマンガ
- 2017年8月1日 『EYESCREAM』 2017年9月号　KICK THE CAN CREWのメンバー MCUのゲーム温故知新 対談掲載
- 2017年8月1日 とっとこハム太郎の原作20周年記念ムック 描き下ろしコラボマンガ
- 2017年9月28日 『週刊モーニング』 「ガマンできないマンガ教えます！」描き下ろしマンガ
- 2017年10月5日 『スーパーファミコン通信』 ニンテンドークラシックミニ スーパーファミコン発売記念スペシャル号 描き下ろしマンガ
- 2017年10月7日 『FEEL YOUNG』 2017年11月号「漫画家ごはん日誌 第122回」描き下ろしマンガ
- 2017年11月2日 コンビニかけ合わせグルメ ディスク百合おん／著 描き下ろしマンガ
- 2018年8月3日 幻冬舎文庫 ワクサカソウヘイ／著 「今日もひとり、ディズニーランドで」表紙絵
- 2018年10月20日 『東京ウォーカー』 2018年11月号 「偏愛ラーメン談」描き下ろしマンガ
- 『小説新潮』 「てつおとよしえ」 (2021年4月22日 - 連載中)
- 2020年10月26日 『ミネルヴァ書房』小林重信／著「デジタルゲーム研究入門」表紙絵、挿絵
- 2020年10月26日 『ホーム社』賽助／著「今日もぼっちです。」表紙絵、挿絵
- 2020年11月27日 『ビッグコミックスペリオール』 「ポエムを書くよ」書き下ろしマンガ
- 2021年5月16日 『SFG』 vol.03 「SFってなんだろう？？？？」書き下ろしマンガ
- 2021年6月15日 『富士見L文庫』 キタハラ／著 「遅番にやらせとけ 書店員の逆襲」表紙絵

## Web掲載
- 2014年12月02日 LAURIER WEBコラム ひまつぶしまんが『勘違い男編』掲載
- 2014年12月12日 ルナルナ WEBマンガ 山本さほの食べすぎです。 月1掲載
- 2014年12月15日 ファミ通.com エクストリームエッジ 婚活するなら美を磨くよりエイムの腕を磨け!?　FPS女子座談会 前編
- 2015年09月29日 ほぼ日刊イトイ新聞主催　私(し)漫画座談会
- 2015年12月14日 SCRAP リアル脱出ゲーム 惑星オリオンからの脱出リポートまんが
- 2016年04月22日 イーアイデム どこでも地元メディア ジモコロ 山本さほのなにを描いてもいいの？
- 2020年10月21日 Lidea 川島教授に「ダラダラ在宅ワークに効く脳トレ」聞いてみた リポートまんが

## テレビ
- 2014年12月05日 フジテレビ アフロの変で『岡崎に捧ぐ』が紹介

## ラジオ
- 2016年02月29日 文化放送 くにまるジャパン きっかけ・ジャパンコーナーの「本屋さんへ行こう！」に出演
- 2016年05月18日 エフエム群馬 Ｇ★ＦＯＲＣＥ に出演
- 2017年07月15日 TBSラジオ ライムスター宇多丸とマイゲーム・マイライフ に出演
- 2020年07月02日 TBSラジオ アフター6ジャンクション に出演
- 2020年07月13日 文化放送 くにまるジャパン きっかけ・ジャパンコーナーの「本屋さんへ行こう！」に出演
- 2020年11月12日 TBSラジオ ライムスター宇多丸とマイゲーム・マイライフ に出演
- 2021年07月05日 文化放送 くにまるジャパン きっかけ・ジャパンコーナーの「本屋さんへ行こう！」に出演

## その他
- 2015年08月26日 夏の魔物 メジャーデビューシングルＣＤ限定版書き下ろしオリジナルＴシャツ　デザイン
- 2017年版 ほぼ日手帳　説明書　イラスト
- 2017年03月01日-14日 岡崎に捧ぐ展 中野ブロードウェイ 墓場の画廊にて開催
- 2017年06月10日 スナックしろくまにて１日店長を務めるイベント「スナック山本」を開催
- 2017年09月20日 週刊ファミ通 ファミ通1500号記念イベント描き下ろしオリジナルＴシャツ デザイン
- 2017年11月25日 マンガを読んで会いに行こう～地元舞台のマンガ家・山本さほさんトークライブ～　横浜市青葉区役所にて開催
- 2020年06月17日 「デジタルゲーム研究入門:レポート作成から論文執筆まで」　イラスト
- 2020年09月03日-20日 個展 山本さほ展 阿佐ヶ谷VOIDにて開催
- 2022年12月1日 『レッツプレイ!オインクゲームズ』ゲーム内アイコン画像[22]